# Kathy Kreiner
Katharine »Kathy« Kreiner-Phillips, kanadska alpska smučarka, * 4. maj 1957, Timmins.
Največji uspeh kariere je dosegla na Olimpijskih igrah 1976, kjer je osvojila naslov olimpijske prvakinje v veleslalomu, tekma je štela tudi za svetovno prvenstvo. V svetovnem pokalu je tekmovala deset sezon med letoma 1972 in 1981 ter dosegla eno zmago in še šest uvrstitev na stopničke. Leta 1976 je bila sprejeta v Kanadski športni hram slavnih.